# William Lamb (Lord Melbourne)
Pour les articles homonymes, voir Lamb.
William Lamb, connu comme Lord Melbourne (15 mars 1779 – 24 novembre 1848), 2e vicomte Melbourne, est un homme d'État britannique connu pour avoir été le mentor de la reine Victoria.
Membre du parti whig, il est secrétaire d'État entre 1830 et 1834 et Premier ministre en 1834 puis de 1835 à 1841. De 1839 à 1842, il conduit contre la Chine la première guerre de l'opium aboutissant à imposer par le traité de Nankin la mainmise britannique sur Hong-Kong. Il est par ailleurs le dernier Premier ministre britannique à avoir été démis par un souverain, ici Guillaume IV.

## Biographie
Né à Londres en 1779 dans une famille aristocratique Whig, William Lamb était le fils de Peniston Lamb (1er vicomte Melbourne) et d'Elizabeth, vicomtesse Melbourne (1751-1818), fille de Sir Ralph Milbanke, 5e baronnet. Son vrai père aurait pu être Georges d'Egremont, auquel il ressemblait physiquement et qu'il visita jusqu'à ses derniers instants. Il a fait ses études au Collège d'Eton, puis au Trinity College à Cambridge, et à l' Université de Glasgow sous la direction de John Millar . Dans le contexte des guerres napoléoniennes, Lamb servit comme capitaine (1803) puis major (1804) dans l'infanterie volontaire du Hertfordshire, mais en restant en Angleterre .
Il a succédé à son frère aîné comme héritier du titre de son père en 1805 et a épousé Lady Caroline Ponsonby, une aristocrate anglo-irlandaise. L'année suivante, il est élu à la Chambre des communes du Royaume-Uni en tant que député whig de Leominster. Pour les élections de 1806, il s'installa au siège de Haddington Burghs et, pour les élections de 1807, il défendit avec succès Portarlington (siège qu'il occupa jusqu'en 1812).
William Lamb a commencé à être connu du public pour des raisons peu glorieuses : sa femme a eu une liaison publique avec Lord Byron - elle a inventé le fameux qualificatif de Byron comme « fou, mauvais et dangereux à connaître ». Le scandale qui en a résulté alimenta la rumeur publique dans toute la Grande-Bretagne. Lady Caroline a publié en 1816 un roman gothique, Glenarvon, dans le goût médiéval ; cela dépeignait à la fois le mariage et sa liaison avec Byron d'une manière sournoise, ce qui causait encore plus de gêne à William, tandis que les caricatures malveillantes de personnalités de la société en faisaient plusieurs ennemis influents. Finalement, les deux se réconcilièrent et, même s’ils se séparèrent en 1825, sa mort en 1828 l’affecta considérablement, comme celle de leur fils en 1836.

### Secrétaire d'État: 1830–1834
En novembre 1830, William Lamb est secrétaire d'état Whig du gouvernement de Lord Grey. Il agit en 1830–32 avec une fermeté légale en particulier pendant les Swing Riots de 1830–31, se refusant malgré la dramatisation des Tory de faire appel à l'armée, préférant l'utilisation pleine des pouvoirs réguliers (récompenses pour l'arrestation des émeutiers, dont environ un millier sont arrêtés, un tiers étant acquitté, et plus d'un cinquième des condamnés étant seulement déportés). Un cas de pendaison pour l'exemple reste cependant contesté (l'homme était semble-t-il innocent). De même, les réformes de 1830/32 créent des tensions durant lesquelles il se refuse à prendre des lois d'exceptions.

### Premier ministre: 1834, 1835–1841

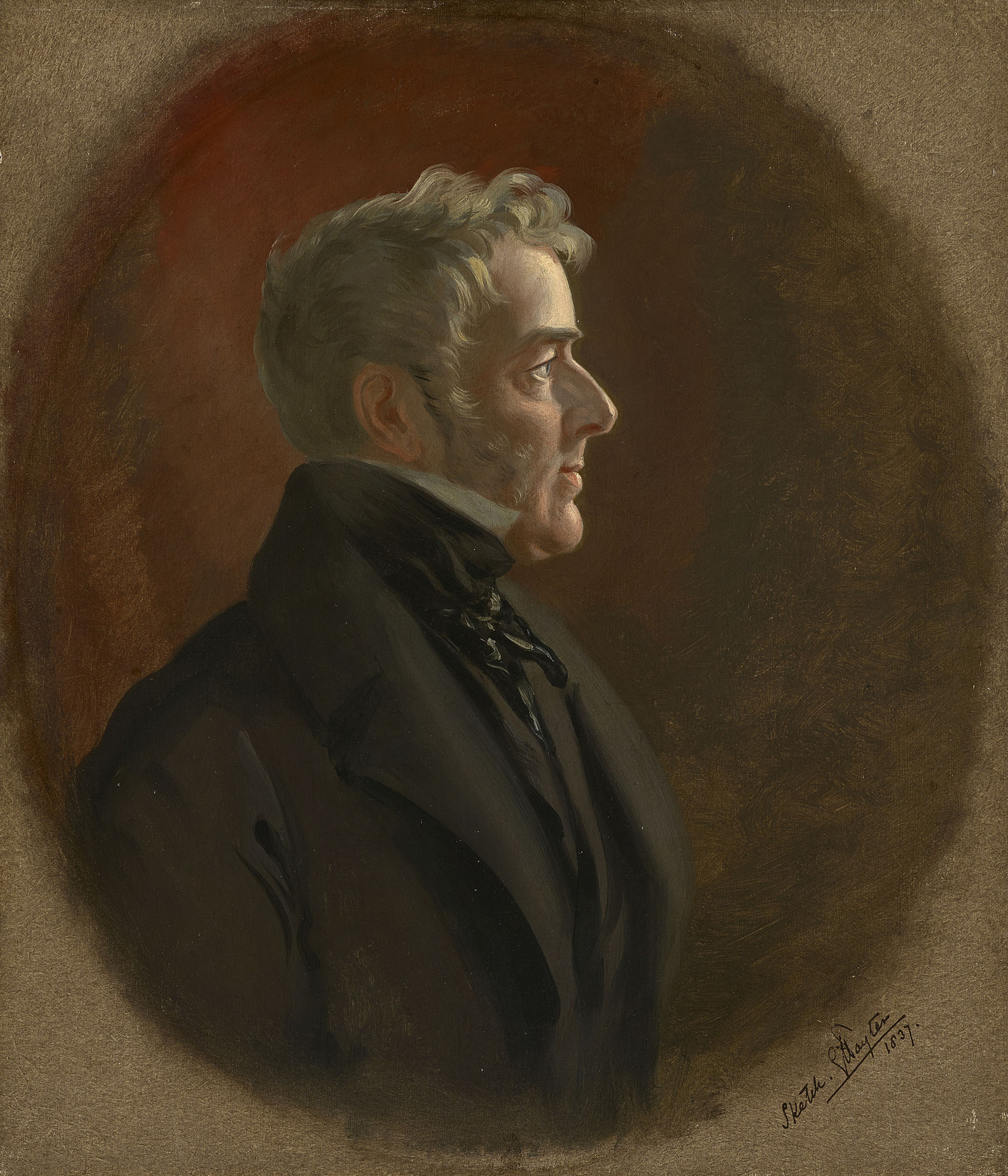
Lord Melbourne en 1837, portrait par George Hayter.

En juillet 1834, Lord Grey démissionne et Guillaume IV doit nommer un autre Whig, car les Tories sont minoritaires. Melbourne est celui qui peut à la fois convenir au Roi et à son parti. Il hésite devant l'ampleur du travail, mais finit par accepter. Son secrétaire Tom Young lui aurait dit « Au diable, tous ! Aucun Grec, aucun Romain n'a été dans une telle position et si ça dure juste trois mois, ça sera pire que d'avoir été Premier ministre d'Angleterre, non ? » et il aurait répondu « Bon Dieu, c'est vrai ! J'y vais ». Homme de compromis il déplore que l'émancipation des catholiques ne se soit pas passée dans le calme, mais concédant qu'elle était nécessaire pour éviter une menace révolutionnaire. Il s'opposa aussi à l'annulation des Corn Laws, à celle de l'esclavage, (« grande folie ») ne soutenant presque aucune des réformes Whig et disant que si ça n'avait tenu qu'à lui, il n'aurait rien fait du tout.
Cela ne suffit pas à éviter d'être démissionné en novembre 1834 par Guillaume IV qui s'opposait aux réformes et s'appuya alors sur Robert Peel du parti Torry. Mais celui-ci ne trouva pas de majorité, ce qui  entraina des élections en janvier 1835, que Melbourne et son parti emportèrent.
En 1837, lors de l'accession au trône de la reine Victoria, il sert de mentor politique à la reine qui est très jeune et inexpérimentée. Même après son départ du poste de premier ministre, ils gardent des relations très proches d'amitié et de confiance.
En 1839, à la suite de la décision par Lin Zexu, gouverneur général des provinces de Hubei et du Hunan, d'interdire le trafic d'opium en Chine et de détruire les stocks existants à Canton, lord Melbourne réussit à convaincre le Parlement britannique d’y envoyer un corps expéditionnaire, ce qui sera le préambule à la Première guerre de l'opium.
La ville australienne de Melbourne est nommée d'après lui.